# 마거릿 브라운

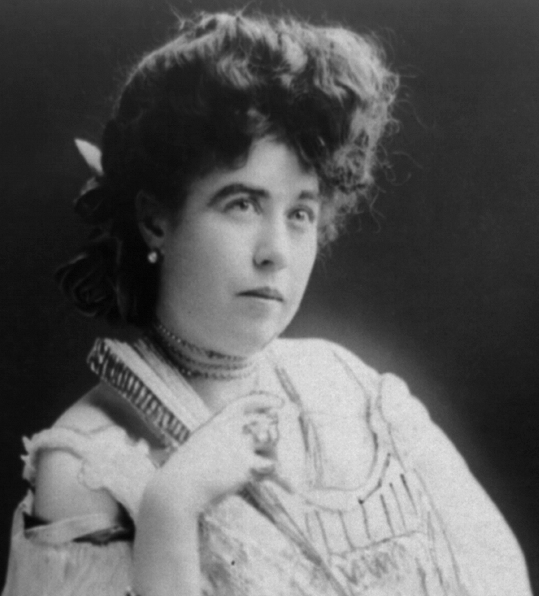
마거릿 브라운

마거릿 브라운(혼전성 토빈(Tobin), 영어: Margaret Brown, 1867년 7월 18일 ~ 1932년 10월 26일)은 미국의 사교계 명사이자 활동가이다. 1912년 타이타닉호 침몰 사고 시 생존자 수색을 위해 구명 보트 6호를 되돌린 여성 생존자의 대표로 잘 알려져 있다. 별명은 '가라앉지 않는 몰리 브라운'이다.